# Manufacturing Enterprise Solutions Association
Die Manufacturing Enterprise Solutions Accociation (MESA) ist ein US-amerikanischer Industrieverband mit Sitz in Chandler (Arizona). Er wurde 1992 durch mehrere Industrievertreter, Softwareunternehmen und Unternehmensvertretungen gegründet.
Ziel des Verbands ist es, Geschäftsprozesse im produzierenden Gewerbe zu optimieren, indem bestehende Softwareanwendungen verbessert und neue Informationssysteme eingeführt werden. Als Lobbyorganisation von Softwareherstellern verweist die MESA vor allem auf das Einsparpotential, das durch die Einführung von Produktionsleitsystemen (Manufacturing Execution Systems) entsteht. Durch diese Systeme stehen während des gesamten Produktionsprozesses Daten in Echtzeit zur Verfügung.

## Aktivitäten
Die MESA informiert Fertigungsbetriebe und Softwareanbieter über die Themen Fertigungsmanagement, Produktentstehung, Qualitätsmanagement und Produktionsoptimierung und ermöglicht ihnen einen Erfahrungsaustausch. Besondere Bedeutung hat hierbei die Integration von fertigungsnahen Systemen.
Zu den Aufgaben des Verband zählt auch die Mitarbeit an internationalen Standards für das Management von Produktionsprozessen sowie die Beauftragung wissenschaftlicher Studien zu diesen Themen. So entwickelte die MESA 1997 einen Standard für die Funktionsabgrenzung, in dem elf Funktionen von Manufacturing Execution Systems definiert wurden.